# Boston Marathon 1912
De Boston Marathon 1912 werd gelopen op vrijdag 19 april 1912. Het was de zestiende editie van deze marathon.
De Amerikaan Mike Ryan kwam als eerste over de streep in 2:21.18,2. Hij bleef hierbij zijn landgenoot Andrew Sockalexis iets meer dan een halve minuut voor.
Evenals in voorgaande jaren was het parcours, ten opzichte van de sinds de Olympische Spelen van 1908 gevestigde opvatting dat de marathon een lengte van 42,195 km hoorde te hebben, te kort. Het was namelijk nog steeds tussen de 37 en 38,8 km lang.

## Uitslag
| rang   | naam              | land | tijd      |
| ------ | ----------------- | ---- | --------- |
| Goud   | Mike Ryan         | USA  | 2:21.18,2 |
| Zilver | Andrew Sockalexis | USA  | 2:21.52,6 |
| Brons  | Festus Madden     | USA  | 2:23.24,4 |
| 4      | Thomas Lilley     | USA  | 2:23.50,8 |
| 5      | Fritz Carlson     | USA  | 2:25.38,2 |
| 6      | Harry Jensen      | USA  | 2:25.50   |
| 7      | Richard Piggott   | USA  | 2:26.07,8 |
| 8      | Édouard Fabre     | CAN  | 2:26.23,8 |
| 9      | William Galvin    | USA  | 2:26.50   |
| 10     | Harry Smith       | USA  | 2:27.46   |

1897 ·
1898 ·
1899 ·
1900 ·
1901 ·
1902 ·
1903 ·
1904 ·
1905 ·
1906 ·
1907 ·
1908 ·
1909 ·
1910 ·
1911 ·
1912 ·
1913 ·
1914 ·
1915 ·
1916 ·
1917 ·
1918 ·
1919 ·
1920 ·
1921 ·
1922 ·
1923 ·
1924 ·
1925 ·
1926 ·
1927 ·
1928 ·
1929 ·
1930 ·
1931 ·
1932 ·
1933 ·
1934 ·
1935 ·
1936 ·
1937 ·
1938 ·
1939 ·
1940 ·
1941 ·
1942 ·
1943 ·
1944 ·
1945 ·
1946 ·
1947 ·
1948 ·
1949 ·
1950 ·
1951 ·
1952 ·
1953 ·
1954 ·
1955 ·
1956 ·
1957 ·
1958 ·
1959 ·
1960 ·
1961 ·
1962 ·
1963 ·
1964 ·
1965 ·
1966 ·
1967 ·
1968 ·
1969 ·
1970 ·
1971 ·
1972 ·
1973 ·
1974 ·
1975 ·
1976 ·
1977 ·
1978 ·
1979 ·
1980 ·
1981 ·
1982 ·
1983 ·
1984 ·
1985 ·
1986 ·
1987 ·
1988 ·
1989 ·
1990 ·
1991 ·
1992 ·
1993 ·
1994 ·
1995 ·
1996 ·
1997 ·
1998 ·
1999 ·
2000 ·
2001 ·
2002 ·
2003 ·
2004 ·
2005 ·
2006 ·
2007 ·
2008 ·
2009 ·
2010 ·
2011 ·
2012 ·
2013 ·
2014 ·
2015 ·
2016 ·
2017 ·
2018 ·
2019 ·
2020 ·
2021 ·
2022